# Vulkan (luminaires)
Pour les articles homonymes, voir Vulkan.
Vulkan est une entreprise allemande spécialisée dans la production de luminaires extérieurs. Implantée à Hanovre, Vulkan fait partie du groupe industriel Nordeon.

## Histoire de l'entreprise
Cette entreprise a été fondée il y a plus d’un siècle, en 1898 à Cologne. En 1914, Vulkan est le premier à éclairer les rives du Rhin. En 1928, c’est au tour des immeubles de la ville de Cologne. En 2001, l’usine déménage à Hanovre. En mars 2013, Vulkan se fait racheter par le groupe Nordeon.